# D.F.C. in het seizoen 1965/66
Het seizoen 1965/1966 was het 12e jaar in het bestaan van de Dordtse betaaldvoetbalclub D.F.C.. De club kwam uit in de Tweede divisie B en eindigde daarin op de derde plaats. Dit hield in dat de club promoveerde naar de Eerste divisie. Tevens deed de club mee aan het toernooi om de KNVB beker, hierin werd het team in de groepsfase al uitgeschakeld na verliespartijen tegen Sparta (1–6) en SVV (0–7).

## Wedstrijdstatistieken

### Tweede divisie B
|       | Baronie | FC Den Bosch/BVV | EDO   | Excelsior | Fortuna | Haarlem | Helmondia '55 | Hermes DVS | Limburgia | NOAD  | RCH   | Roda JC | SVV   | Wilhelmina |
| ----- | ------- | ---------------- | ----- | --------- | ------- | ------- | ------------- | ---------- | --------- | ----- | ----- | ------- | ----- | ---------- |
| Thuis | 3 – 3   | 0 – 0            | 7 – 0 | 1 – 3     | 1 – 0   | 5 – 1   | 1 – 3         | 5 – 1      | 1 – 0     | 2 – 0 | 0 – 2 | 3 – 1   | 5 – 4 | 0 – 0      |
| Uit   | 0 – 1   | 1 – 1            | 2 – 7 | 2 – 2     | 0 – 2   | 1 – 4   | 3 – 3         | 0 – 3      | 3 – 1     | 1 – 2 | 2 – 0 | 1 – 1   | 3 – 0 | 4 – 4      |

### KNVB beker
| Groepsfase                                      | Sparta                                                                    | 6 – 1 (3 – 1)      | D.F.C.                                                                                          |
| 19 september 1965 Plaats: Rotterdam Het Kasteel | Ole Madsen 12', 36' (pen.), 45', 70' Gerard van de Kerkhof 50' Jan Bouman |                    | 38' Jan Klijnjan                                                                                |
| Groepsfase                                      | D.F.C.                                                                    | 0 – 7 (0 – 5)      | SVV                                                                                             |
| 7 november 1965 Plaats: Dordrecht Krommedijk    |                                                                           |                    | 3', 4' Jan Rijkuiter 14' Louis Corpeleijn 25' Leen Hubert –', 53' Dick van Dijk 85' Leen Hubert |
| Groepsfase                                      | D.F.C.                                                                    | Niet meer gespeeld | Hermes DVS                                                                                      |
| 2 januari 1966 Plaats: Dordrecht Krommedijk     |                                                                           |                    |                                                                                                 |

## Statistieken D.F.C. 1965/1966

### Eindstand D.F.C. in de Nederlandse Tweede divisie B 1965 / 1966
| Stand | Gespeeld | Gewonnen | Gelijk | Verloren | Punten | Doelpunten voor | Doelpunten tegen |
| ----- | -------- | -------- | ------ | -------- | ------ | --------------- | ---------------- |
| 3e    | 28       | 14       | 8      | 6        | 36     | 63              | 41               |

### Topscorers
| #      | Naam                | Goal |
| ------ | ------------------- | ---- |
| 1.     | Jan Klijnjan        | 21   |
| 2.     | Hans de Vos         | 10   |
| 3.     | Wim de Kreek        | 9    |
| 4.     | Henk de Blok        | 6    |
| 5.     | Jan van Sluijsdam   | 5    |
| 6.     | Rinus Bennaars      | 4    |
| 6.     | Nico van Sliedrecht | 4    |
| 8.     | Aart Hommerson      | 2    |
| 9.     | Gerard Bouwer       | 1    |
| 9.     | Henk de Visser      | 1    |
| Totaal | Totaal              | 63   |

| #      | Naam         | Goal |
| ------ | ------------ | ---- |
| 1.     | Jan Klijnjan | 1    |
| Totaal | Totaal       | 1    |